# حزب الوطنيين الديمقراطيين الموحد
حزب الوطنيين الديمقراطيين الموحد حزب سياسي تونسي. حزب يساري تونسي يعمل في إطار الجبهة الشعبية  برئاسة شكري بلعيد حتى تاريخ اغتياله يوم 6 فيفري 2013.

## النشأة والتأسيس
ظهر الوطنيون الديمقراطيون في 1975 في الجامعة التونسية كردّ على طرح منظمة الشعلة الماوية التي اختلف معها حول مسالة بناء الحزب الشيوعي التونسي إلى جانب مسائل أخرى اهمها قراءة طبيعة المجتمع والموقف من النظام السياسي القائم. نشط الوطنيون الديمقراطيون باسم الطلبة الوطنيون الديمقراطيون وعرف الوطنيون الديمقراطيون بالمسائل المثيرة للجدل والتي طرحوها مثل طبيعة المجتمع في تونس والتي يعتبرونه شبه مستعمر شبه اقطاعي وبدعوتهم إلى الثورة الوطنية الديمقراطية واعتبارهم لما حصل في 20 مارس 1956 انتقالا إلى الاستعمار الجديد وليس استقلالا كما يدعي الحبيب برقيبة والعديد من الأحزاب اليمينية واليسارية
كان الوطنيون الديمقراطيون من أول من تعرض للمد الإسلامي في تونس خاضوا صراعا مريرا مع طلبة الاتجاه الإسلامي خاصة في ما عرف باحداث منوبة 1982

## انتفاضة الخبز
شارك الوطنيون الديمقراطيون بكثافة في انتفاضة المسحوقين [الخبز] و قتل عدد من منسبيهم على غرار الفاضل ساسي ومحمد هماني وفتحي فلاح وكمال السبعي الخ

## الانقسام
انقسم الوطنيون الديمقراطيون إلى عدة تنظيمات مثل الوطنيون الديمقراطيون بالجامعة و الوطنيون الديمقراطيون الوطد و الشيوعيون الوطنيون الديمقراطيون الخ و أسسوا نواتات تنظيمية في الجامعة و الاتحاد العام التونسي للشغل و المنظمات الحقوقية وشارك الوطد بمختلف فصائله في ثورة 14 جانفي 2011 و كانوا من أول دعاة إسقاط نظام بن علي و رغم هزيمتها في الانتخابات تسيطر حركة الوطنيون الديمقراطيون على الاتحاد العام التونسي للشغل أكبر نقابة في تونس و تسيطر على الجامعات و عدد من المنظمات الحقوقية مما جعل الحكومة تتهمهم بالتطرف و اشعال الفوضى في البلاد و التحريض على الاعتصامات و التحركات العمالية و مازال العديد من الفصائل المنتمية إلى الوطد ترفض الحصول على تاشيرة العمل السياسي باعتبار النظام في تونس عميل للامبريالية و يجب إسقاطه عبر القيام بالثورة الوطنية الديمقراطية دات الافق الاشتراكي.[بحاجة لمصدر]

## المكتب السياسي
يتكون من 24 عضوا وهم:
- رمزي الحاجي
- محمد جمور
- شكري بلعيد
- عبد المجيد بلعيد
- مباركة تاج
- رياض الفاهم
- شهرزاد الرضواني
- محمد السعيدي
- أحمد مبروك
- محمد الطاهر الشامخي
- كمال الزنايدي
- محسن بن حمد
- سعيد بن حمادي
- مصطفي جويلي
- شادلي قاري
- نبيل هواشي
- زياد الأخضر
- ابتسام السعيدي
- عبد الكريم الحصايري
- هيثم التباسي
- فوزي السويد
- لمين العليبي
- آمال الرضواني
- بيرم العيفة